# Matarawe (Songea MC)
Matarawe ist ein Verwaltungsbezirk (Ward) des Distrikts Songea (MC) in der tansanischen Region Ruvuma.

## Geografie
Matarawe liegt im Südwesten von Tansania, nordwestlich des Zentrums der Regionshauptstadt Songea. Der Bezirk grenzt im  Nordosten an Bombambili, im Osten an Misufini, im Süden an Mfaranyaki im Südwesten in einem Punkt an Lizaboni und im Western an Mjimwema. Bei der Volkszählung 2022 lebten 6997 Menschen in 2287 Haushalten auf einer Fläche von 0,8 Quadratkilometern.

## Gliederung
Der Bezirk besteht aus drei Stadtteilen (Mtaa):
- Msafiri
- Sabasaba
- Asia Kovu

## Infrastruktur
- Bildung: Die Mikiga Secondary School ist eine private weiterführende Schule.[8] Die 2012 gegründete Schule bietet auch eine spezielle Ausbildung für den Kaffeeanbau.[9]
- Gesundheit: In der Gemeinde Sabasaba liegt eine staatliche Apotheke.[10]
- Verkehr: Durch den Südwesten des Bezirks verläuft die Nationalstraße T12, die Songea mit dem Malawisee verbindet.